# Biddenden
Biddenden is een civil parish in het bestuurlijke gebied Ashford, in het Engelse graafschap Kent met 257 inwoners. 